# 무리 수도원
무리 수도원(독일어: Kloster Muri)은 투르의 성 마르틴에게 헌정된 베네딕토회 수도원이다. 이 수도원은 스위스 취리히 근처의 아르가우주에 있는 무리에서 8세기 넘게 번성했다. 그것은 현재 남 티롤에 무리-그리스로 설립되었으며, 이전에는 오스트리아-헝가리 제국의 일부였다.

## 역사
바젤 교구(원래는 콘스탄스 교구에 있음)의 아르가우주 무리에 있는 투르의 성 마르틴 수도원은 합스부르크 가문의 선조 중 한 명인 합스부르크 백작인 라드보트가 1027년에 설립했다. 룩셈부르크의 프리드리히 2세의 딸인 라(Rha)와 슈트라스부르크의 주교 베르너는 각각 그들이 세운 수도원에 토지의 일부를 기부했다. 수도사 정착지는 원장 레긴볼트(Reginbold)의 지도 하에 인근 아인지델른 수도원에서 끌어왔다. 1055년 그가 사망하자 부르하르트(Burchard)가 수도원의 첫 번째 수도원장으로 선출되었다. 그의 통치 기간 동안 대수도원 교회가 1064년에 축성되었다.
이즈음에 검은 숲에 있는 생 블레즈 수도원의 수도사들이 새로운 정착지에 합류하면서 공동체가 강화되었으며, 그중 한 사람인 복자 루이트프리드가 1096년 12월 31일 죽을 때까지 두 공동체의 통치를 계속했다. 수도원은 유능한 수도원장들의 지도 하에 종교와 문명의 조용한 활동을 추구했으며, 그중 가장 주목할 만한 사람은 다음과 같다.
- 란첼린 (Ranzelin)
- 쿠노(Cuno), 학교 설립자이자 수도원 도서관에 대한 관대한 후원자
- 헨리 소이크(Henry Scheuk), 토지 재산을 크게 늘렸음
- 헨리 드 쇤베르트(Henry de Schoenwerd)

쇤베르트의 통치 아래서 온 가문이 종교 생활을 받아들였다. 아버지는 아들들과 함께 수도사 수도원에 들어갔고, 그의 아내와 딸들은 인접한 수녀원에 합류했는데, 이 수녀원은 나중에 무리에서 약 8km 떨어진 헤르메치빌(Hermetschwil)로 옮겨졌다. 무리의 수도원이 누리는 좋은 평판은 많은 친구들을 얻었다. 1114년에 하인리히 5세 황제는 이곳을 자신의 특별한 보호하에 두었다. 그리고 그들의 편에 있는 교황들은 그 복지를 위해 많은 관심을 기울였다.
수도원은 좋은 운과 나쁜 운의 우여곡절을 겪었다. 그것은 1300년과 1363년에 두 차례의 재앙적인 화재로 무너졌다. 전쟁과 봉기도 한동안 이어졌다. 콘라드 2세 대수도원장 치하에서 예전의 삶의 일부를 회복했지만, 스위스 연방과 합스부르크 왕가 간의 전쟁에서 그의 후계자인 조지 러싱거의 재위 기간 동안 다시 고통을 겪었다.
콘스탄스 공의회( 1414-1418)에 참여했던 러싱거는 수도원 개혁에 착수하여, 베네딕토회의 개혁을 촉진하기 위해 1446년에 설립된 남녀 베네딕토회 수도원의 연합인 새로 형성된 버스펠데 수도회에 합류했다. 교황 율리우스 2세(1503-1513)는 무리의 수도원장들에게 주교 제의(pontificalia)의 사용을 승인했다.
1530년대에 수도원은 구스위스 연방의 지도자이자, 신생 개신교 집단인 베른의 군대에 의해 공격을 받았다. 취리히의 대표적인 개혁가인 하인리히 불링거와 친구였던 로렌티우스 폰 하이데크 수도원장(1508-1540) 덕분에 살아남았다.

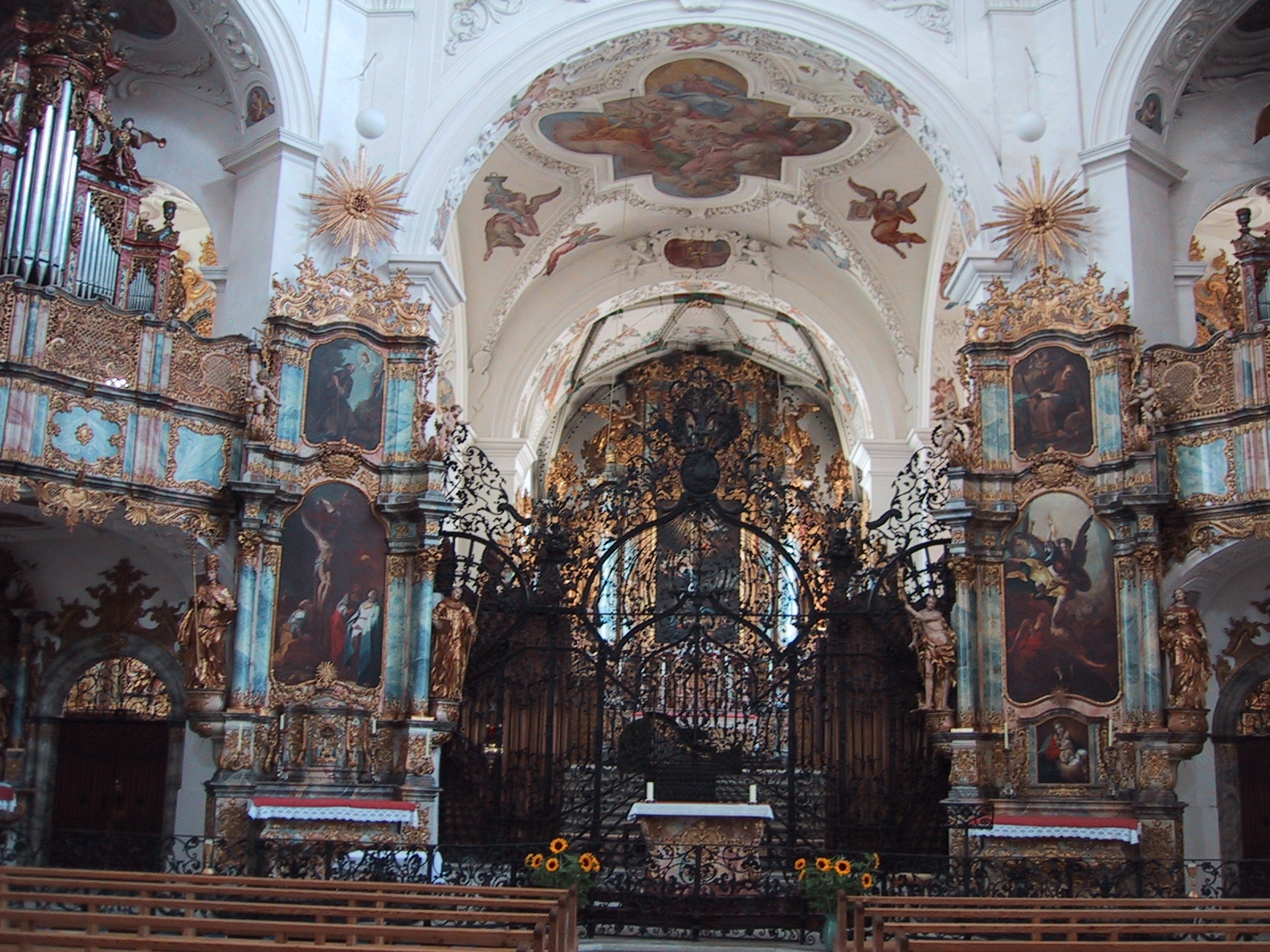
무리 수도원의 내부

루체른의 귀족 가문의 일원인 아보트 야콥 마이어(Abbot Jakob Meyer)의 통치는 경제적 재앙으로 판명되었다. 마이어(Meyer)는 결국 1596년에 수도원장 자리에서 쫓겨났고, 요한 요독 지기젠(John Jodoc Singisen)이 그 자리를 대신했다. 그는 자신이 수도원의 두 번째 창립자임을 증명했으며, 그는 스위스의 다른 베네딕토회 가문으로 그의 보살핌을 확장했으며, 1602년에 설립된 스위스 수도회의 창립자 중 한 사람이었다. 그의 노력으로 규율이 회복되었다. 신심과 서신의 수도사들은 무리에서 반쯤 차 있는 회랑을 다시 사람들에게 보내기 위해 나아갔다. 그의 지혜에 의해 수많은 혁명에서 살아남은 수녀 공동체를 위한 적절한 헌법이 제정되었다. 그의 후계자인 도미닉 추디(Dominic Tschudi)는 틀에 박힌 사람이었고, 그의 작품은 큰 명성을 얻은 학자였다. 그는 1595년에 바덴에서 태어나 1654년에 그곳에서 사망했다. 가장 잘 알려진 작품은 《합스부르크 백작의 기원과 족보》이다.
18세기에 새로운 영예가 무리에게 주어졌다. 황제 레오폴드 1세는 대수도원장 플라시드 주를라우벤과 그의 후계자를 신성로마제국의 군주로 끌어올렸고, 황실의 고대 영묘인 수도원과 교회를 재건하고 장식하는 데 막대한 돈을 썼다. 수도원은 모든 면에서 계속해서 번영했다. 좋은 규율이 유지되었고, 많은 저명한 성직자들과 박학다식한 사람들이 그 안에서 교육을 받았다.
프랑스 혁명이 확산되면서, 아르가우주는 종교 기관을 몰아내기 시작했다. 무리는 오랜 저항 끝에 항복할 수밖에 없었다. 그 수도원의 대수도원장은 더 유리한 위치에 있는 엥겔베르그 수도원으로 물러났고, 1838년 11월 5일 그곳에서 사망했으며, 1841년 주에서 수도원을 폐쇄한 후 상황을 처리하기 위해 그의 후임자인 아달베르트 레글리(Adalbert Regli)가 떠났다. 무리에서 추방되었음에도 불구하고, 공동체는 완전히 해체되지 않았다. 수도원장과 몇몇 수도사들은 운터발덴주에서 환영을 받았고, 그곳에서 자르넨 주립 대학의 관리를 맡도록 초대받았다. 오스트리아 황제 때까지 수도사들의 본회가 그곳에 머물렀다. 페르디난트 1세는 그들에게 1807년 이후 비어 있던 라테란 교구의 오래된 수도원인 티롤의 보첸 근처 그리스(Gries)에 거주할 것을 제안했다. 교황청은 승인 요청에 동의를 했고, 무리 공동체를 그리스로 이전하는 것을 확인했다. (1844년 9월 16일자 그레고리 16세의 요약서) 복잡한 문제를 피하기 위해 그리스 가문은 수도원으로 이전의 지위를 계속 유지했고, 일시적으로 오스트리아에 종속된 것으로 간주되는 무리의 스위스 수도원과 통합되었다. 무리의 수도원장은 동시에 그리스의 수도사였다.
무리의 대수도원은 합스부르크 가문의 매장지였다. 20세기를 마지막으로 통치한 황실 부부인 오스트리아의 카를 1세 황제 (현 오스트리아의 카를 복자, 1887-1922)와 치타 디 파르마 공녀(1892-1989)의 심장이 로레토 예배당에 있고, 그들의 아들 루돌프와 펠릭스의 시신도 있다.